# Ça (film, 1971)
Pour les articles homonymes, voir Ca.
Ne doit pas être confondu avec « Il » est revenu.
Pour plus de détails, voir Fiche technique et Distribution.
Ça est un court métrage français réalisé par Pierre-Alain Jolivet en 1971.

## Fiche technique
- Titre original : Ça
- Réalisation : Pierre-Alain Jolivet
- Assistant-réalisateur : Philippe Nénault
- Scénario : Pierre-Alain Jolivet, Louis Valentin
- Photographie : Bernard Daillencourt
- Producteur délégué : Pierre Neurrisse
- Société(s) de production déléguée : Dovidis Production
- Pays d’origine :  France
- Langue originale : français
- Genre : court métrage
- Dates de sortie :
  - France : 1971

## Distribution
- Louis Valentin : Louis
- Nathalie Vernier : la fiancée